# Syndrome de la jonction pyélo-urétérale

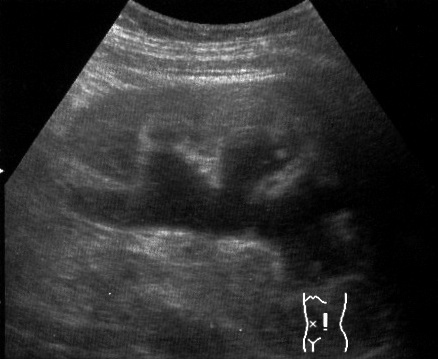
Hydro.
Image échographique prise d'un patient avec une pierre urétérale gauche avec hydronéphrose, créée à Taiwan

Le syndrome de la jonction pyélo-urétérale est un rétrécissement de l'uretère à la jonction du rein, empêchant le bon passage des urines vers la vessie.
Ce qui a pour effet de laisser l'urine stagner dans le rein et peut entraîner des pyélonéphrites et surtout une hydronéphrose essentielle, la pathologie pouvant rester stable plusieurs années.
Ce syndrome peut entraîner la dégénérescence du rein voire sa perte fonctionnelle complète.
Les complications peuvent être une lithiase urinaire, une insuffisance rénale, des infections urinaires sur obstacle ou une rupture de la poche dilatée par traumatisme.

## Épidémiologie
Ce syndrome est la cause la plus fréquente des dilatations pyélocalicielles. Il s'observe le plus souvent chez les garçons (65 %) et atteint plus fréquemment le côté gauche (60 %). Il peut être bilatéral dans 5 % des cas chez l’adulte (25 à 30 % chez le nouveau-né). On estime sa prévalence à 1/500 naissances.
Chez l'adulte, parfois asymptomatique sinon se manifeste par des douleurs lombaires chroniques unilatérales, épisode d'hématurie surtout si existence de lithiase urinaire, majoration des douleurs en cas d'hyperdiurèse, contact lombaire, infections urinaires asymptomatiques en rapport avec la stase urinaire.

## Mécanisme
La nature de l'obstacle de la jonction pyélo-urétérale est variable : sténose congénitale, absence de propagation du péristaltisme au niveau de la jonction, insertion non déclive de l'uretère, compression par un vaisseau polaire inférieur…

## Exploration
Actuellement la plupart de ces dilatations pyélocalicielles sont mises en évidence lors des échographies fœtales. Chez l'enfant plus grand le syndrome de jonction peut être diagnostiqué à l'occasion de douleurs abdominales ou d'une hématurie, souvent à la suite d’un traumatisme mineur. L'infection urinaire est rare dans cette pathologie.
Les examens les plus communément utilisés pour détecter ce syndrome sont l'urographie intraveineuse, l'uroscanner, l'échographie des voies urinaires et la scintigraphie rénale au DTPA (diethylene triamine pentaacetic acid en anglais, « acide diéthylène triamine penta acétique » en français).

## Traitement
Pyéloplastie ou résection de la zone pyélo-urétérale avec anastomose pyélo-urétérale termino-terminale. Le plus souvent opérable par cœlioscopie, il peut arriver que le rein, ne fonctionnant plus ou presque plus, doit être retiré sous peine de pyélonéphrites à répétition.